# Izabela Jadwiga Łopuska
Izabela Jadwiga Łopuska ps. „Marta”, „Dr Marta”, nazwisko organizacyjne Maria Kowalska (maj 1940–czerwiec 1942), Maria Kwiecińska, Marta Schulz (1944) (ur. 25 maja 1908 w Warszawie, zm. 26 lipca 1944 tamże) – harcerka, dr med. chirurg, kurierka SZP–ZWZ–AK.

## Życiorys
Urodziła się i zamieszkała w Warszawie. Była córką Zygmunta (dr medycyny praktykujący w Koninie i Słupcy) oraz Wandy. Uczęszczała początkowo do szkoły w Koninie, a następnie w Warszawie. Ukończyła gimnazjum, im. K. z Tańskich Hoffmanowej w 1927. Harcerka 2 drużyny starszoharcerskiej Chorągwi Warszawskiej Organizacji Harcerek. Ukończyła studia na Wydziale Lekarskim Uniwersytetu Warszawskiego w 1933. Dr med. chirurg, asystentka na Oddziale Chirurgii Szpitala Klinicznego Dzieciątka Jezus, a do 7 maja 1940 również w Szpitalu św. Ducha.
Od zimy 1939 w konspiracji. Czynnie uczestniczyła w organizowaniu tajnego nauczania medycyny. Prowadziła zajęcia ze studentami Wydziałów Lekarskich UW i Uniwersytetu Ziem Zachodnich oraz Prywatnej Szkoły Zawodowej dla Pomocniczego Personelu Sanitarnego dr J. Zaorskiego. W związku z aresztowaniem dr Antoniego Motza była poszukiwana przez gestapo. Porzuciła zajęcia lekarskie wraz z tajnym nauczaniem i oddała się całkowicie wojskowej pracy konspiracyjnej.
Działała w służbie kurierskiej, wywiadowczej i sabotażowej SZP-ZWZ-AK. Pokonywała kilka razy szlak kurierski na Węgry oraz jako kurierka Związku Odwetu jeździła do Poznania. Wyjechała w lipcu 1940 z zadaniami działalności dywersyjnej przez sabotaż gospodarczy na roboty do Rzeszy Niemieckiej (oficjalnie skierowana przez Arbeitsamt). Aresztowana w drodze powrotnej po wykonaniu zadania i przez 4 miesiące więziona w Łodzi przy ul. Sterlinga. Wydostała się stamtąd w bliżej nieznanych okolicznościach. Powróciła do Warszawy i od 1943 kierowała główną kasą Biura Finansów i Kontroli KG AK. Mimo osobistego zagrożenia ukrywała w tym czasie w swym mieszkaniu koleżankę Żydówkę. 
15 maja 1944 została aresztowana w punkcie kontaktowym z fałszywym dowodem jako Wolhyniendeutsche Marta Schulz w grupie 19 osób (wśród nich por. dr Andrzej Bieniek) w „kotle” założonym przez gestapo w mieszkaniu Janiny Walewskiej przy ul. 6 Sierpnia. Została przewieziona w al. Szucha i tam torturowana w śledztwie. Połknęła posiadaną truciznę, a nieprzytomna została przewieziono na Pawiak. Została tam umieszczona w izolatce i odratowana przez lekarki szpitala więziennego (m.in. dr Annę Czuperską), która w skatowanej więźniarce z trudem poznała swą koleżankę. Po pewnym czasie powtórnie zabrana w al. Szucha, a tam więziona w izolatce i torturowana. Poza własnym nazwiskiem niczego nie ujawniła, nawet adresu swego mieszkania. Rozstrzelana w ruinach getta.

## Ordery i odznaczenia
- Krzyż Walecznych
- Krzyż Zasługi
- Krzyż Srebrny Orderu Virtuti Militari – pośmiertnie

## Upamiętnienie
Jedna z ulic w Koninie nosi jej imię.